# 木村利武
木村 利武（きむら としたけ、嘉永3年11月28日（1850年12月31日） - 1914年（大正3年）10月2日）は、明治時代の政治家、実業家。愛媛県松山市長。

## 経歴・人物
松山城下柳井町で藩士・木村利長の長男として生まれる。1871年（明治4年）松山県庁掌、1874年（明治7年）愛媛県雇・戸長、1878年（明治11年）風早郡書記、1880年（明治13年）同郡長心得、1886年（明治19年）風早・和気・温泉・久米郡長心得を歴任。1890年（明治23年）1月に松山五十二銀行取締役に転じたが、同年2月6日、推挙され松山市長に就任した。
1896年（明治29年）2月まで市長を務めたのち、実業界に入り、松山商業銀行頭取、同行取締役、松山商業会議所会長などを歴任した。

## 親族
- 義弟：小川尚義（妻の弟、言語学者）